# Gamer (film)
Pour les articles homonymes, voir Gamer (homonymie).
Pour plus de détails, voir Fiche technique et Distribution.
Gamer (avec le ⓔ et Δ en place du A et du E, selon la graphie de l'affiche) est un film français réalisé par Patrick Levy (sous le pseudonyme de Zak Fishman), sorti en 2001.

## Synopsis
Tony, petit délinquant, sort de prison avec l'intention de se ranger ; il a dans l'idée de monter une société de jeux vidéo, avec un « intello » qui excelle en informatique.

## Fiche technique
- Titre : Gamer
- Réalisation : Patrick Levy (sous le pseudonyme de Zak Fishman)
- Scénario : Patrick Levy, Daive Cohen et Fabien Suarez
- Décors : Frédéric Karali
- Costumes : Véronique Perier
- Image : Tariel Meliava
- Son : Philippe Richard
- Montage : Véronique Parnet
- Sociétés de production : Gimages Développement, M6 Films, Pathé Télévision, Playtime, Studiocanal
- Sociétés de distribution : Cinévia Films
- Pays d'origine :  France
- Langue : français
- Format : couleur - 35 mm - Son stéréo
- Genre : comédie
- Budget : 3 000 000 euros[1]
- Durée : 92 minutes
- Dates de sorties : 
  - France : 21 mars 2001
  - Belgique : 20 juin 2001

## Distribution
- Saïd Taghmaoui : Tony
- Camille de Pazzis : Nina
- Alexis Loret : Luc
- Bruno Salomone : Rico
- Maud Buquet : Sabrina
- Gérard Vives : Marcus Lambert
- Frédéric Saurel : José
- Jean-Pierre Kalfon : Albert
- Arielle Dombasle : Valérie Fisher
- Romain Deroo : Arthur
- Julien Courbey : Momo
- Catherine Benguigui : la légiste
- Frédéric Lancian : Alex
- Yvan Varco : Pierre
- Valérie Steffen : Aurore
- Clara Creantor : Anthea
- Joy Esther : Lisa, la sœur de Rico
- Shirley Bousquet : la journaliste

## Box-office
- France : 87 387 entrées[2],[3]

## Réception
- Le film reçoit à sa sortie un accueil critique mitigé[4].

## Production
Le réalisateur raconte que pour préparer son film il a lu le livre Bâtisseurs de rêves de Daniel Ichbiah. La société Mac Guff réalisera les effets virtuels. Le tournage se déroulera sur 9 mois et se passera à Paris et à Los Angeles pour l'E3.
Le personnage Marcus Lambert (par Gérard Vives) est une version parodique de Jean-Claude Van Damme d'après Patrick Levy.